# ژیلبرتو زانولتی
ژیلبرتو زانولتی (انگلیسی: Gilberto Zanoletti؛ زادهٔ ۲ ژانویهٔ ۱۹۸۰) بازیکن فوتبال اهل ایتالیا است.
از باشگاه‌هایی که در آن بازی کرده‌است می‌توان به باشگاه فوتبال هلاس ورونا، باشگاه فوتبال کرمونزه، باشگاه فوتبال آ. ث. لومتزانه، باشگاه فوتبال ویچنزا، و باشگاه فوتبال بوتو پلوودیو اشاره کرد.